# Le Devoir
Pour les articles homonymes, voir Le Devoir (homonymie).
Le Devoir est un journal québécois fondé le 10 janvier 1910 par Henri Bourassa.
Sa ligne éditoriale est de centre-gauche et souverainiste, mais il donne la parole à toutes les tendances politiques. Le Devoir est reconnu pour la qualité de ses analyses.
Le fondateur avait souhaité que jamais ce journal ne puisse être vendu, ce qui est toujours le cas plus de 100 ans plus tard.  Aujourd'hui, il est détenu par une fiducie indépendante.
Le Devoir est soutenu par l'association Les Amis du Devoir, qui réunit les lecteurs, la rédaction, et les soutiens. Avec La Presse, Le Journal de Montreal et Le Soleil, il est un des grands journaux francophones du Québec.  
Son slogan est « Libre de penser ».

## Histoire

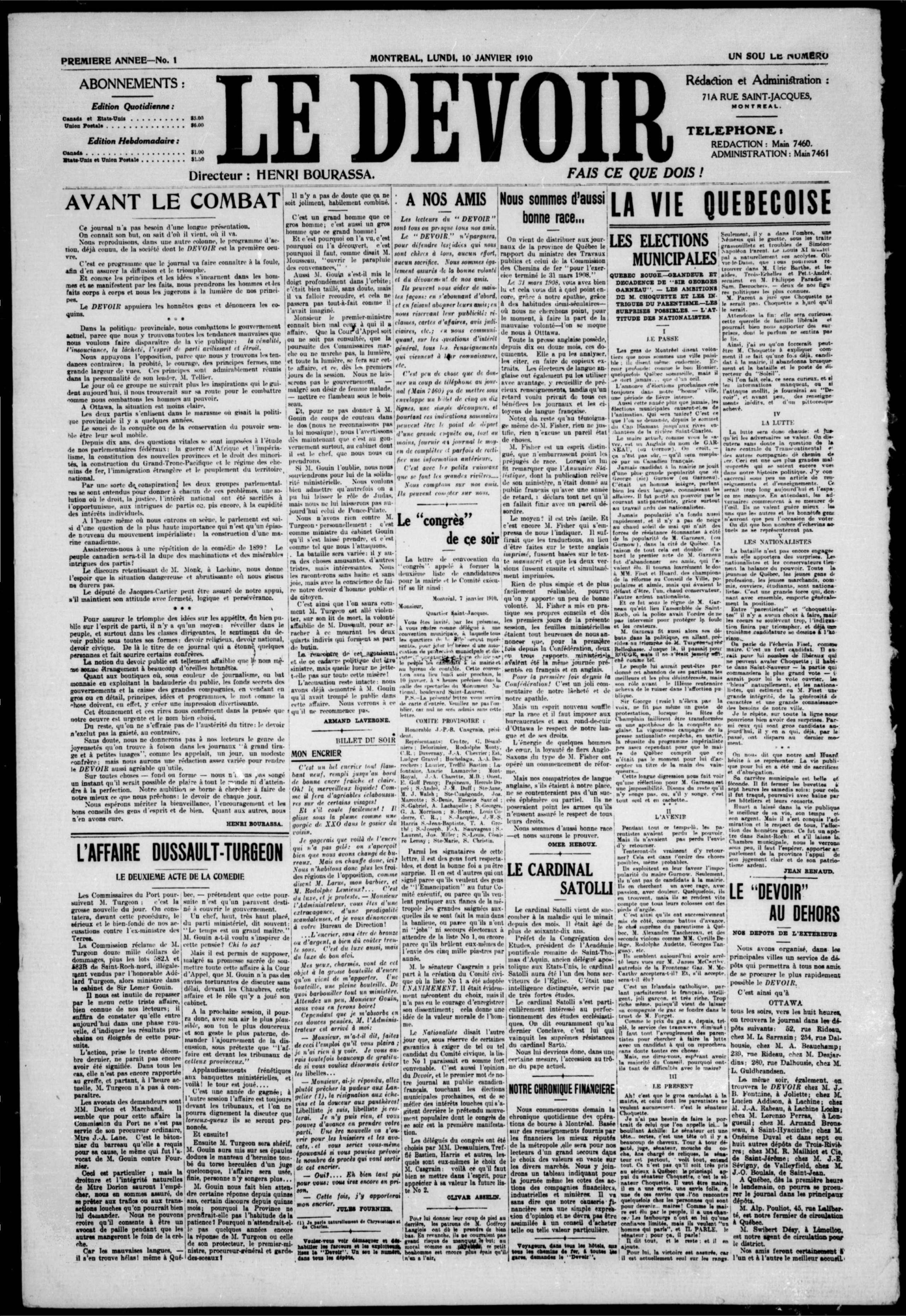
Première page du premier numéro du journal.

Henri Bourassa a quitté le Parti libéral du Canada en 1899 après s'être opposé à la décision du premier ministre Wilfrid Laurier de participer à la seconde guerre des Boers aux côtés de la Grande-Bretagne.
Il fonde Le Devoir comme atout pour le nationalisme québécois, en réaction contre les lois et les mesures discriminatoires prises en Amérique du Nord contre le français.
Le 10 janvier 1908, Bourassa et quelques amis fondent une compagnie, La Publicité, vouée à la promotion de la pensée nationaliste. Leur projet mettra deux ans à se concrétiser. Nombreux sont ceux qui demandent un quotidien indépendant, catholique et nationaliste, mais à l'exception de Guillaume-Narcisse Ducharme, de la compagnie d'assurance La Sauvegarde, qui contribue pour la somme de 10 000 dollars, les souscripteurs ne se bousculent pas. Bourassa réunit finalement les 100 000 dollars nécessaires en août 1909.

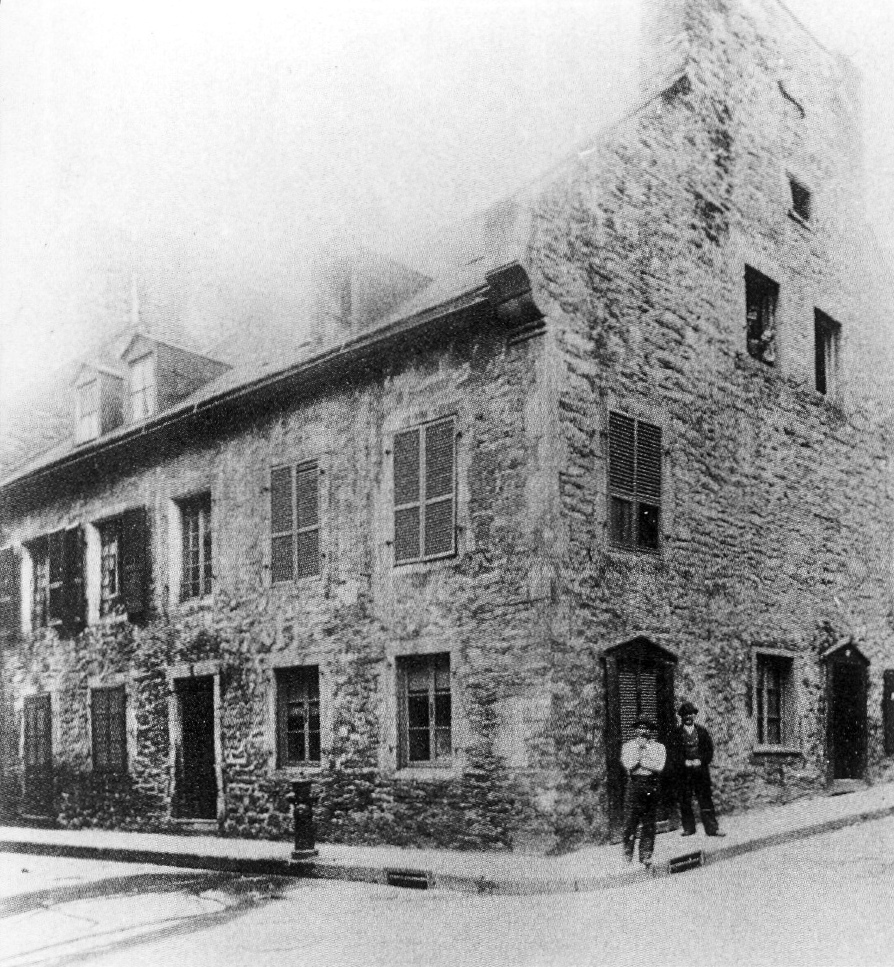
Édifice des premiers locaux du Devoir de 1910 à 1914, au 71A de la rue Saint-Jacques à Montréal.

Il installe son journal au 71A, rue Saint-Jacques, à côté de son concurrent Le Canada. Les conditions de travail sont difficiles et les salaires minimes, mais les collaborateurs de Bourassa, à l'image d'Omer Héroux, lui sont fidèles.

« Ce journal n'a pas besoin d'une longue présentation.

On connaît son but, on sait d'où il vient, où il va. [...]

Et comme les principes et les idées s'incarnent dans les hommes et se manifestent par les faits, nous prendrons les hommes et les faits corps à corps et nous les jugerons à la lumière de nos principes.

Le DEVOIR appuiera les honnêtes gens et dénoncera les coquins. »

— Henri Bourassa, Avant le combat, introduction du journal, 10 janvier 1910
Suit un exposé de la situation politique du moment, où il appuie l'opposition conservatrice à l'Assemblée législative à Québec et reproche aux deux partis à Ottawa de favoriser l'expansion de l'ingérence britannique, de sacrifier les droits des minorités francophones dans les nouvelles provinces de l'Ouest et de favoriser un climat où règnent « l'opportunisme, les intrigues de partis ou, pis encore, la cupidité des intérêts individuels ».
Il annonce ensuite son credo :

« Pour assurer le triomphe des idées sur les appétits, du bien public sur l'esprit de parti, il n'y a qu'un moyen : réveiller dans le peuple, et surtout dans les classes dirigeantes, le sentiment du devoir public sous toutes ses formes : devoir religieux, devoir national, devoir civique. De là le titre de ce journal qui a étonné quelques personnes et fait sourire quelques confrères. 
 La notion du devoir public est tellement affaiblie que le nom même sonne étrangement à beaucoup d'oreilles honnêtes. »

Le mordant de Bourassa attire quelques grands journalistes de son époque : la première page du premier numéro est signée des gens qui feront leur marque (Omer Héroux, Armand Lavergne, Olivar Asselin et Jules Fournier), qui, dans ce premier numéro, signe le texte « Mon encrier » :

« C'est un bel encrier tout flambant neuf, rempli jusqu'au bord de bonne encre fraîche et claire. Oh ! le merveilleux liquide ! Comme il fera d'agréables éclaboussures sur de certains visages ! »

### Henri Bourassa: le combat anti-impérialiste et religieux

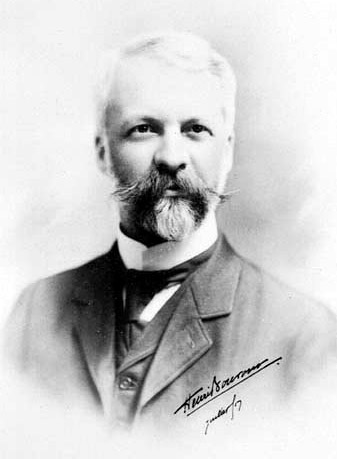
Henri Bourassa

Dès ses débuts, Le Devoir défend les causes de son fondateur. Le journal prend fait et cause contre le projet du gouvernement de Wilfrid Laurier de créer une marine canadienne, qui est vue comme une capitulation qui ne vise qu'à satisfaire les intérêts étrangers, plus particulièrement ceux du Royaume-Uni dans le cadre de la course aux armements à laquelle se livrent les puissances européennes. Les rédacteurs du journal sont cependant divisés sur le ton à adopter. La fougue d'Olivar Asselin et de Jules Fournier rebute les annonceurs potentiels, et Bourassa tente de calmer ses rédacteurs à la plume agressive. Il échouera, et les deux journalistes quitteront Le Devoir après quelques mois.
Quelques années après son ouverture, les ventes du Devoir sont souvent tributaires des états d'âme de son fondateur et des controverses qu'il suscite. Au début 1913, le journal a accumulé une dette de 40 000 $ et se réorganise. Une nouvelle compagnie, L'Imprimerie populaire limitée est constituée le 6 février 1913.
Bourassa lance plusieurs appels à soutenir Le Devoir à la veille de la Première Guerre mondiale. Des lecteurs répondent à l'appel et forment une société autonome de sympathisants, les Amis du Devoir. L'année 1914 se termine avec un léger profit et le banquet du 5e anniversaire, au cours duquel le fondateur du journal lance un appel passionné, permet de lever un capital supplémentaire de 150 000 $.
En 1917, Bourassa dénonce la loi sur la conscription que le gouvernement fédéral s'apprête à imposer. À Ottawa, on envisage d'interdire la publication du Devoir, au moins temporairement, le temps d'adopter la législation. Paul Bruchési, archevêque de Montréal, intercède en faveur du journal, et Le Devoir poursuit sa campagne d'opposition. La conscription sera néanmoins adoptée le 24 juillet et déclenche des violences réprouvées par le fondateur du journal. Le Devoir renoue avec Laurier, qui, malgré tout, sera battu par Borden lors de l'élection générale du 17 décembre.

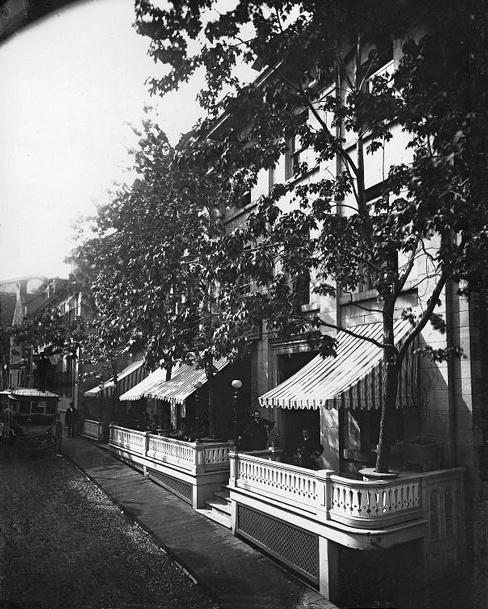
L'édifice du 443 de la rue Saint-Vincent, où se trouveront les bureaux du Devoir de 1914 à 1924. (Sur cette photo, l'édifice était encore occupé par l'hôtel Richelieu, jusqu'en 1902).

À la fin de la guerre, Bourassa prend du temps à se remettre du décès de son épouse Joséphine (née Papineau), le 26 janvier 1919, et celui de Laurier, survenu quelques jours plus tard. Il se tourne vers un « catholicisme intégral », pour reprendre l'expression de Pierre-Philippe Gingras, qui a écrit un ouvrage sur les 75 premières années du quotidien. Henri Bourassa se retire graduellement de la gestion courante et quittera définitivement la direction du Devoir en 1932, pour laisser plus de place à ses fidèles lieutenants Louis Dupire, Omer Héroux et Georges Pelletier. En juin 1924, les bureaux déménagent de la rue Saint-Vincent vers une ancienne manufacture de chaussures située au 434, rue Notre-Dame Est, un édifice qu'il occupera pendant près d'un demi-siècle.
En décembre 1928, Bourassa veut s'assurer de conserver au directeur du journal toute l'indépendance nécessaire face aux groupes politiques et aux intérêts commerciaux. Il organise une structure afin de permettre au directeur de conserver la majorité des actions, soit 2 501 sur 5 000. Ces actions de L'Imprimerie populaire limitée sont remises à une fiducie administrée par Bourassa et ses deux principaux collaborateurs (Omer Héroux et Georges Pelletier) avec interdiction de les vendre. Cette fondation donne en pratique un pouvoir total du directeur sur les orientations de l'entreprise, à condition qu'il respecte l'essence des objectifs fixés par le fondateur. Le directeur siège également parmi les trois membres du conseil d'une seconde fondation, qui détient un autre bloc de 951 actions. Le vote de cette fondation est nécessaire afin de poser certains gestes légaux.

### Georges Pelletier: conservatisme et conscription
Trois ans plus tard, les administrateurs confient à Pelletier la tâche de demander le départ d'Henri Bourassa, qui nuit à la réputation du journal dans les milieux catholiques par ses déclarations controversées sur les relations entre les communautés religieuses québécoises et les capitalistes.
Bourassa cède sa place de mauvaise grâce le 3 août 1932, et avec Omer Héroux comme rédacteur en chef, Georges Pelletier devient le deuxième directeur du Devoir. Sous sa direction, Pelletier instaure une « paisible continuité » ; le ton est toutefois moins virulent qu'au temps de Bourassa. Les campagnes d'abonnement fonctionnent mieux.
Le journal prend des positions indépendantes, mais conservatrices, soutenant à un mois d'intervalle l'élection de Mackenzie King au fédéral tout en prenant ses distances du gouvernement Taschereau, qui règne sans interruption sur la scène québécoise depuis 38 ans, lors de l'élection de novembre 1935 au Québec. Le journal couvre abondamment les travaux du comité des comptes publics et informe ses lecteurs, plus nombreux, des différents scandales qui ternissent les derniers mois du régime libéral. Lors de l'élection suivante, déclenchée peu après la démission du premier ministre Louis-Alexandre Taschereau, par son successeur, Adélard Godbout, Pelletier donne son appui à l'Union nationale de Maurice Duplessis. Le Devoir appuiera l'avocat trifluvien à trois reprises entre 1935 et 1939.
C'est également à cette époque que le chanoine Lionel Groulx se joint à l'équipe du journal. L'historien y publiera une quantité impressionnante de textes sous plusieurs noms de plume. Cette période controversée de l'histoire du Devoir sera évoquée par Jean-François Nadeau dans un cahier spécial, publié par le quotidien à l'occasion de son 90e anniversaire : « Plusieurs études ont été consacrées depuis à cette période trouble de l'histoire du journal, certaines plus enclines à voir ce qu'elles comptent y trouver qu'autre chose, mais toutes observant les traits antidémocratiques, antiparlementaires et anticommunistes qui se dégagent alors de la lecture du quotidien du soir montréalais. »

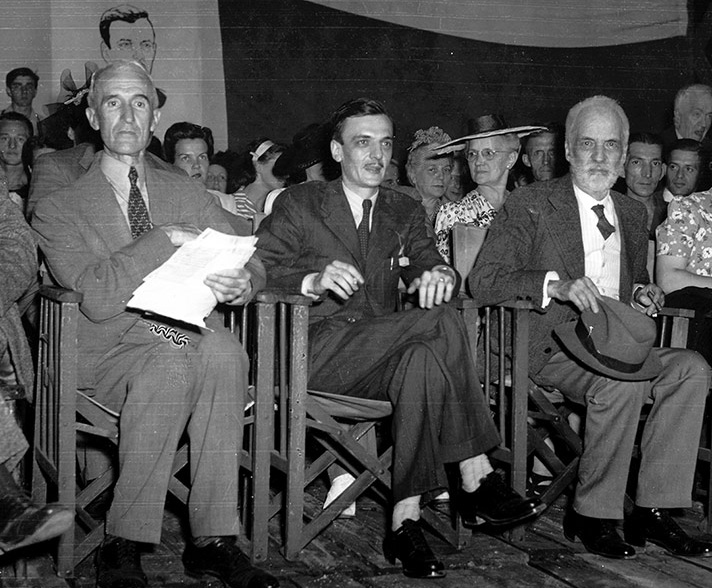
Maxime Raymond, André Laurendeau et Henri Bourassa, lors d'une assemblée du Bloc populaire canadien, tenue au stade de Lorimier de Montréal, le 3 août 1944.

Le déclenchement de la Seconde Guerre mondiale et le retour au pouvoir des libéraux viennent changer la donne pour le quotidien, qui perd ses contrats de publicité avec le gouvernement provincial ; le gouvernement Godbout préférant encourager des journaux concurrents comme Le Canada et Le Soleil. Comme en 1917, le journal critique l'idée d'établir une conscription au Canada afin de renforcer les forces armées britanniques.
Le Devoir prend rapidement fait et cause pour la cause de la Ligue pour la défense du Canada, un groupe nationaliste formé en février 1942 et regroupant, entre autres, Gérard Filion, de l'Union catholique des cultivateurs, André Laurendeau, de la Ligue d'action nationale, Athanase Fréchette, de la Société Saint-Jean-Baptiste de Montréal et Jean Drapeau, des mouvements de jeunesse catholiques. Georges Pelletier se joint volontiers à eux et Le Devoir prête sa voix volontiers aux initiatives et actions des opposants à la conscription.
L'opposition à la conscription fait rapidement l'objet d'un large consensus au Québec, mais les résultats du plébiscite du 27 avril 1942 laissent apparaître un profond clivage entre anglophones et francophones. Le journal ne lâche pas prise et continue la lutte, donnant son appui au Bloc populaire, un mouvement politique issu de la bataille de la conscription.

### Gérard Filion: la guerre au duplessisme
Après la mort de Pelletier en janvier 1947, l'arrivée de Gérard Filion à titre de directeur du Devoir, le 10 avril 1947, marque un tournant dans l'histoire du journal. Âgé de seulement 38 ans et impliqué dans les luttes tant sociales que nationalistes (il était le secrétaire général de l'union des cultivateurs catholiques et directeur de l'hebdomadaire La Terre de chez nous), Filion représente l'arrivée d'une nouvelle génération au quotidien de la rue Notre-Dame. « Je n'ai pas recherché la fonction de directeur du Devoir. Je n'ai pas intrigué pour l'obtenir. J'ai même hésité longtemps avant d'accepter, car je ne gagne rien au change », annonce-t-il, deux jours après l'annonce de sa nomination.
L'arrivée du nouveau patron s'accompagne d'un grand ménage dans la maison. En 1947, Le Devoir perd 5 000 $ par mois, sur un chiffre d'affaires de 30 000 $, l'âge moyen des employés s'élève à 60 ans et la moitié des 15 000 lecteurs sont des « amis sincères » de l'œuvre d'Henri Bourassa. Dans un marché où 7 quotidiens se disputent l'attention des lecteurs, la tâche est immense et la survie du journal est encore une fois menacée.
Même s'il endosse encore l'Union nationale qui sollicite un second mandat à l'été 1948, cet appui de Filion au parti de Maurice Duplessis est marqué du sceau d'une certaine tiédeur, notant que « son administration [Duplessis] ressemble en beaucoup de points à celle de Taschereau : conservatisme exagéré, liaison étroite avec la rue Saint-Jacques », écrit-il à la veille de l'élection.
À cette époque, Le Devoir commence à s'intéresser de plus près aux problèmes sociaux. Après avoir combattu la « loi du cadenas », qui donnait de larges pouvoirs au gouvernement dans ses efforts de lutte anti-communiste, et donné l'appui du journal aux grévistes du textile à Lachute, le journal réclame que le gouvernement s'occupe des nombreux cas d'amiantose enregistrés à East Broughton, site de la mine de la Quebec Asbestos Company.
Pendant ce temps, le 14 février 1949, la grève de l'amiante éclate à la mine Johns-Manville d'Asbestos. Le directeur du Devoir dénonce la politique du gouvernement, qui transforme le Québec en « forteresse [...] du capitalisme cupide ». La position de Filion trouve un écho dans une partie du clergé, où on lit toujours le journal assidûment, à commencer par l'archevêque de Montréal. Joseph Charbonneau prend lui-même position en faveur des ouvriers et organise des collectes de fonds pour venir en aide aux grévistes et à leurs familles. Conscient de l'importance que prend l'affaire, le directeur du journal dépêche Gérard Pelletier comme envoyé spécial dans les Appalaches. Ses dépêches décrivent le climat d'extrême violence de ce conflit de travail et le lectorat augmente.
De retour à Montréal après son séjour à Asbestos, Pelletier se voit confier un nouveau mandat par son patron. Pacifique Plante, un ancien greffier de la Cour municipale et enquêteur de la police, aurait des révélations fracassantes à faire sur la criminalité qui règne sur le quartier du Red Light de Montréal. Prêts usuraires, jeux illégaux et prostitution seraient endémiques dans les cabarets montréalais. Suivra une série de 62 articles qui décrivent l'infiltration de la pègre dans le milieu des cabarets et l'inaction de la police. Les articles donnent des noms, des adresses et des dates. Les révélations publiées par Le Devoir choquent l'opinion publique, et en mars 1950, un Comité de moralité publique est formé pour réclamer une enquête. Le comité, présidé par J.-Z.-Léon Patenaude, s'adjoint l'aide d'un jeune avocat, Me Jean Drapeau, qui deviendra maire de Montréal quatre ans plus tard.
Dans les années 1950, des journalistes comme André Laurendeau mettent sévèrement en doute la capacité de gouverner du premier ministre Maurice Duplessis. Une série d'articles de textes fracassants publiés en 1958 dévoilent les dessous d'un scandale financier impliquant des membres du gouvernement de l'Union nationale, et provoqueront ce qu'on a appelé le scandale du gaz naturel.
Sur le plan idéologique, on note une rupture nette avec le courant socialement conservateur des années 1930 et consommée après la guerre, à l’époque de Gérard Filion et d’André Laurendeau. Le journal évolue alors vers une pensée sociale nettement plus progressiste. L’avocat du journal et membre de son conseil d’administration Jacques Perrault se présente même à la direction du CCF (ancêtre du NPD) en 1957. L’expression d’un nouveau nationalisme, teinté de social-démocratie et influencé par les penseurs de décolonisation que sont Jacques Berque et Frantz Fanon, voit le jour dans les années 1960, notamment sous la plume de Jean-Marc Léger[réf. nécessaire].

### Claude Ryan: le «pape de la rue Saint-Sacrement»
Claude Ryan prend le flambeau en 1964. Travailleur infatigable et conseiller informel des dirigeants politiques, Ryan dirige le journal en solitaire, contrairement à ses prédécesseurs qui s'entourent d'une équipe de proches collaborateurs.
Lors de la crise d'octobre 1970, il conseille au premier ministre Robert Bourassa de considérer avec prudence la ligne dure promue par certains conseillers et par le gouvernement fédéral de Pierre Elliott Trudeau. Il signera une déclaration controversée avec des personnalités politiques afin de faire valoir ce point de vue.
Lors de la crise d'Octobre, Le Devoir est un des rares journaux à faire preuve de modération envers les révolutionnaires. Le directeur du temps, Claude Ryan, pourtant peu suspect d’accointances avec l'idéologie révolutionnaire du Front de libération du Québec, estime que les mesures employées par le gouvernement fédéral pour lutter contre les felquistes dépassent la raison. Plusieurs journalistes du Devoir sont mis sous enquête par la Gendarmerie royale du Canada. La police fédérale canadienne est d'ailleurs accusée à cette occasion de violer la liberté de presse.

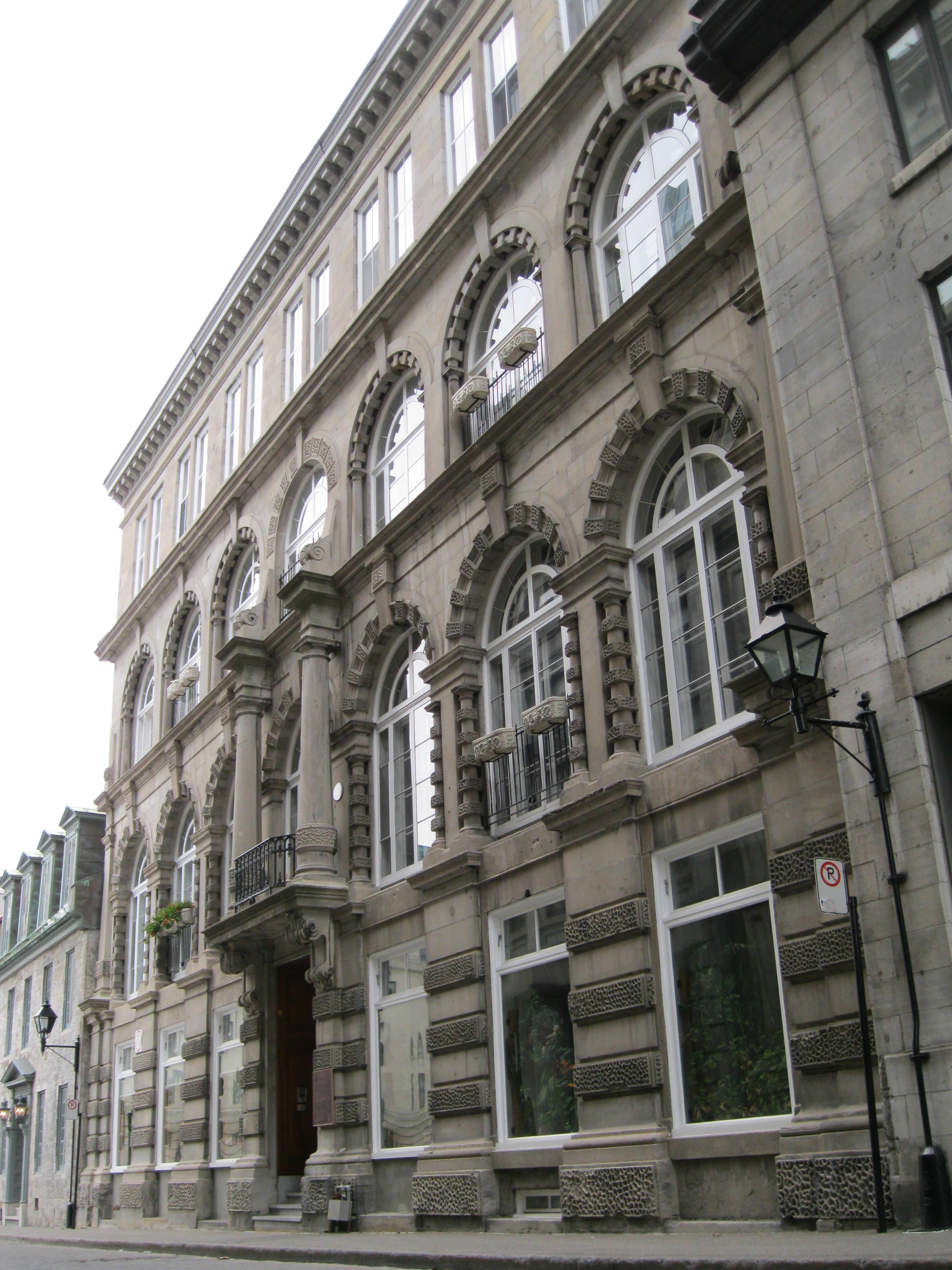
L'édifice du Devoir de 1972 à 1992, au 211 de la rue Saint-Sacrement

Les efforts du journal pour lutter contre la corruption ont toujours été reconnus. Le 1er mai 1973, le chroniqueur judiciaire du journal, Jean-Pierre Charbonneau, est la victime d'un attentat perpétré en pleine salle de rédaction. Antonio « Tony » Mucci, un membre de la mafia montréalaise tire trois balles dans la direction du journaliste qui est atteint une fois, à l'avant-bras. La main gauche de Charbonneau en est paralysée, mais après plusieurs mois de physiothérapie, il en retrouve l'usage. Pour se protéger, il obtient un permis de port d'arme et, pendant les trois années suivantes, le journaliste se déplace avec un revolver de calibre 38.
Lors de l'élection générale de 1976, Ryan en fait sourciller plusieurs lorsqu'il donne l'appui du journal au Parti québécois de René Lévesque. En éditorial, il conclut que le parti souverainiste est celui « le plus apte à procurer au Québec le leadership dont il a besoin », tandis qu'un troisième mandat libéral enliserait « davantage le Québec dans la stagnation politique et dans des jeux mesquins d'équilibrisme qui sont aux antipodes de la vraie vie politique ».
Ryan part en 1978 pour poursuivre une carrière en politique. Il se joindra au Parti libéral du Québec peu après.

### Années 1980: le temps des remises en question
Avec les années 1980, qui s'ouvrent par la défaite de l'option souverainiste au référendum de 1980, une récession majeure et un accord politique sur la constitution canadienne faite sans l'accord et en l'absence du Québec, le Québec des années 1980 traverse une période de remises en question. Le Devoir, sans directeur pendant presque trois ans, à compter du départ de M. Ryan n'échappe pas au phénomène.
- Jean-Louis Roy (1980-1986) et Benoît Lauzière (1986-1990)

### Depuis 1990: nouvelle assurance, nouveau départ
Lise Bissonnette devient la première femme directrice du Devoir, le 1er juillet 1990, quelques jours après le constat de l'échec de l'Accord du Lac Meech, de l'accession de Jean Chrétien au poste de chef de l'opposition à Ottawa, la création d'un nouveau groupe parlementaire fédéral, dirigé par Lucien Bouchard qui se déclare en faveur de la souveraineté du Québec et la fameuse déclaration de Robert Bourassa rappelant le droit du Québec à l'autodétermination. Sans parler des problèmes financiers qui s'accumulent sur le journal.
Sous la gouverne de Lise Bissonnette, pendant les années 1990, le journal prend des positions plus souverainistes. Après une crise financière, le journal est relancé sous une nouvelle maquette, dont les principaux traits sont conservés en 2009.
Depuis 1993, Le Devoir est publié par Le Devoir inc., une nouvelle structure qui a permis d'accueillir des nouveaux actionnaires, parmi lesquels on retrouve le Fonds de solidarité FTQ, le Mouvement Desjardins, des lecteurs et des employés, tout en garantissant l'indépendance du journal prescrite par Henri Bourassa. L'Imprimerie populaire limitée, la société fondée en 1913 et placée sous le contrôle du directeur de la publication, est toujours l'actionnaire majoritaire du journal.
Le Devoir ne se finance pas autant par la publicité que les autres journaux montréalais. Cependant, il fait plusieurs campagnes de financement. Sa direction et ses artisans aiment à rappeler qu'il est le « seul journal indépendant » de langue française au Québec dans la mesure où il n'appartient à aucun des grands conglomérats qui dominent ce marché.
Sous la direction de Bernard Descôteaux, en poste depuis 1999, la situation financière du journal se consolide. Les revenus de l'entreprise sont chiffrés à 16,5 millions $ en 2006 et le bénéfice avant intérêts et amortissement à 512 000 $. En 2008, le journal a enregistré une perte de 71 497 $ sur un chiffre d'affaires de 16,9 millions $, comparativement à un bénéfice de 318 000 $ l'année précédente. Cette légère perte s'explique notamment en raison de la hausse des coûts du papier, des dépenses accrues provoquées par la tenue de deux campagnes électorales en 2008.
Le Devoir crée son site web en juin 1997. Celui-ci reproduit le contenu intégral du journal avec des archives remontant à 1992. On y dénombre 1,2 million de « visiteurs uniques » par mois, dont 100 000 visiteurs réguliers.
Malgré un tirage toujours modeste de 28 458 exemplaires les jours de semaine et de 44 361 exemplaires le samedi, Le Devoir est une publication respectée parmi les journaux à vocation politique et culturelle. Il est souvent considéré comme le journal de référence par excellence au Québec. Le tirage et le lectorat du Devoir ont constamment progressé pendant les années 2000, contrairement à la plupart des autres quotidiens québécois et canadiens.
L'ex-rédacteur en chef du journal, Jean-Robert Sansfaçon, résume ainsi la bonne santé du journal à l'approche du centenaire de sa fondation : 

« À une époque où il est de bon ton de proclamer la mort prochaine de la presse écrite, les résultats du Devoir montrent que les journaux qui savent distinguer l’essentiel du superflu en offrant de l’information et des analyses de qualité à leurs lecteurs trouvent toujours leur place dans le nouvel univers médiatique, sur papier et à l’écran. »

Le fonds d'archives du journal Le Devoir (P10009) est conservé au centre BAnQ Vieux-Montréal de Bibliothèque et Archives nationales du Québec.

### Identité visuelle (logotype)

Logo de 1993 au 3 novembre 2014.
Logo du 4 novembre 2014 au 6 juin 2018.
Logo depuis le 7 juin 2018[36].

## Ligne éditoriale
Depuis sa création en 1910, Le Devoir met toujours de l'avant son indépendance face au pouvoir politique. La sphère d'intérêt principale du quotidien est par ailleurs la politique. À sa création, le journal fait de la politique sa spécialité. Une grande partie des articles du Devoir sont encore consacrés à la politique, bien qu'il ait aussi fait une place prépondérante à la culture, selon une analyse du contenu du journal sur un siècle (1910-2011). Le positionnement du quotidien se dit neutre de par cette même importance qu'ils accordent au politique.
Historiquement, Le Devoir s'éloigne des partis politiques et des hautes sphères d'influences. À maintes reprises, Le Devoir profite de son indépendance pour animer des débats publics sans pour autant prendre parti. Le positionnement éditorial neutre du journal lui confère par ailleurs un pouvoir d'influence sur la classe politique et lui permet d'être perçu comme une référence sur différents enjeux par la classe politique québécoise.
Autrement dit, de par son indépendance des partis politiques, Le Devoir s'attire le respect de la classe politique et profite d'un pouvoir d'influence sur cette classe. Au cours du XXe siècle, Le Devoir a forgé sa crédibilité dans son refus d'avoir une affiliation politique stable. Donc, au fil des crises et des enjeux, Le Devoir prend des positions éditoriales favorisant un point de vue puis l'autre, tout dépendant du contexte.

### Années 1960 à 1970
Le Devoir se démarque comme quotidien indépendant à travers deux éléments marquants du XXe siècle : la Révolution tranquille et la crise d'Octobre.
La Révolution tranquille est un élément polarisant pour la société québécoise. Le Devoir présente une vision éditoriale différente de ses concurrents à ce moment, en ne prenant pas position et en vantant les mérites du renouveau social, donc de la nouvelle modernité québécoise. Cette position éditoriale a créé un schisme au sein du lectorat du quotidien en divisant le lectorat catholique plus âgé et les jeunes plus adeptes de ce renouveau. Par contre, ce choix de rester neutre et d'exprimer de manière factuelle les conséquences des différentes mesures, constituant par la suite la Révolution tranquille, permet au Devoir de s'offrir une certaine crédibilité face à ses concurrents qui pouvaient tomber dans les jugements de valeurs et l'influence idéologique.
La crise d'Octobre est un autre moment marquant de l'histoire québécoise. Les Québécois sont retrouvés à cheval entre la position du gouvernement et les revendications du Front de libération du Québec. Pour bien traiter la situation, Le Devoir tente de rester neutre autant que possible en donnant au lectorat les faits exacts et des prises de position des deux partis. Le but premier du quotidien dans cette crise est d'informer les citoyens sans pour autant les influencer à prendre position pour un parti ou l'autre. Bien que le rédacteur en chef, Claude Ryan, ne soit pas d'accord avec les revendications du FLQ, il reste fidèle à la position traditionnelle du journal.
Il se permet même de conseiller le premier ministre de l'époque, Robert Bourassa, pour tenter de régler la crise. Cet acte est signe du respect de la neutralité puisque Ryan tend la main au premier ministre de l'époque pour lui présenter clairement et de manière factuelle le point de vue de ses opposants.

### Référendums de 1980 et 1995
Fidèle à son mandat d'indépendance et de neutralité, Le Devoir décide de se prononcer à travers un positionnement éditorial varié lors de ces deux référendums. Dans les deux cas, la même stratégie est utilisée. Le journal offre premièrement une tribune aux deux camps et permet ensuite à ses éditorialistes et à des politologues de prendre position.
En ayant recours aux bases partisanes du camp du OUI et du NON pour publier des articles aux positions variées, le quotidien conserve son indépendance tout en prenant position. Le quotidien laisse donc la voie libre aux lecteurs pour qu'ils se forgent leur propre opinion. Les différents éditorialistes étayent leurs opinions sans de prise concrète de position. Par la suite, des spécialistes de la politique québécoise des deux camps publient des articles pour aider les lecteurs dans leur prise de position.
Cette neutralité peut notamment être observée par le fait qu'il y a autant d'articles pour l'indépendance en 1980, alors que le rédacteur en chef, Claude Ryan, a rejoint le Parti libéral du Québec deux ans auparavant, que d'articles contre l'indépendance en 1995, alors que Lise Bissonnette, alors rédactrice en chef, est une fervente souverainiste et que le journal est ouvertement plus souverainiste.

### Soutien lors des élections

#### Soutien lors des élections générales québécoises
| 1973 |                                          | Parti libéral du Québec avec une forte opposition du Parti québécois                                                            |
| 1976 |                                          | Parti québécois |
| 1981 |                                          | Parti québécois |
| 1985 |                                          | Parti libéral du Québec |
| 1989 |                                          | Parti libéral du Québec |
| 1994 |                                          | Parti québécois et souhait de voir l'Action démocratique représentée à l'Assemblée nationale,                                   |
| 1998 |                                          | Parti québécois |
| 2003 |                                          | Parti québécois |
| 2007 |                                          | Parti québécois |
| 2008 |                                          | Pas de soutien explicite mais souhait d'un gouvernement du Parti libéral du Québec avec une forte opposition du Parti québécois |
| 2012 |                                          | Parti québécois |
| 2014 |                                          | Parti québécois |
| 2018 |                                          | Parti québécois principalement                                                                                                  |
| 2018 | Québec solidaire dans une moindre mesure | |
| 2022 |                                          | Coalition avenir Québec (et Québec solidaire comme opposition officielle)                                                       |

#### Soutien lors des élections fédérales
| 1979 |                            | Pas de soutien explicite mais souhait de voir le Parti libéral du Canada dans l'opposition |
| 1980 |                            | Nouveau parti démocratique et certains candidats libéraux ou conservateurs spécifiques     |
| 1984 |                            | Parti progressiste-conservateur du Canada et certains candidats libéraux ou NPD            |
| 1988 |                            | Parti progressiste-conservateur du Canada                                                  |
| 1993 |                            | Bloc québécois                                                                             |
| 1997 |                            | Bloc québécois                                                                             |
| 2000 |                            | Parti progressiste-conservateur du Canada (hors du Québec et dans Richmond—Arthabaska)     |
| 2000 | Bloc québécois (au Québec) |                                                                                            |
| 2004 |                            | Bloc québécois                                                                             |
| 2006 |                            | Bloc québécois                                                                             |
| 2008 |                            | Bloc québécois                                                                             |
| 2011 |                            | Bloc québécois                                                                             |
| 2015 |                            | Bloc québécois                                                                             |
| 2019 |                            | Parti libéral du Canada                                                                    |
| 2019 | Bloc québécois             |                                                                                            |
| 2021 |                            | Bloc québécois                                                                             |

#### Soutien lors des référendums
| 1980 |  | Non, |
| 1992 |  | Non  |
| 1995 |  | Oui  |

#### Soutien lors des élections municipales à Montréal
| 1986 |  | Jean Doré           |
| 1990 |  | Jean Doré           |
| 1994 |  | Jean Doré (min.) ,  |
| 1998 |  | Jacques Duchesneau, |
| 2001 |  | Pierre Bourque      |
| 2005 |  | Gérald Tremblay     |
| 2009 |  | Louise Harel        |
| 2013 |  | Richard Bergeron    |
| 2017 |  | Denis Coderre       |
| 2021 |  | Valérie Plante      |

## Lectorat
Durant l’année 2015, 1 269 000 personnes ont lu Le Devoir en version papier ou numérique au moins une fois dans la semaine. De ce nombre, 672 000 personnes se trouvaient dans la région de Montréal ; 42 % d’entre eux possédaient un diplôme universitaire et 28 % disposaient d’un revenu familial supérieur à 100 000 $. Le groupe d'âge compris entre 25 et 49 ans, représentait 40 % des lecteurs.
Le Devoir est une source du Courrier international.

## Artisans

### Actuels
- Brian Myles, directeur et éditorialiste;
- Marie-Andrée Chouinard, rédactrice en chef et éditorialiste;
- Malorie Beauchemin, directrice de l'information;
- Baptiste Barbe, directeur adjoint de l'information;
- Fanny Bédard, directrice adjointe de l'information;
- Christian Duperron, directeur adjoint de l'information;
- Louis Gagné, directeur adjoint de l'information;
- Émilie Larivée-Tourangeau, directrice adjointe de l'information;
- Dominique Reny, directrice adjointe de l'information;
- Louise-Maude Rioux Soucy, directrice adjointe à l'information et éditorialiste;
- Claire Dazat, directrice artistique;
- Marie Vastel, éditorialiste;
- Guy Taillefer, éditorialiste;
- Boris Proulx, correspondant parlementaire à Ottawa;
- Sandrine Vieira, correspondante parlementaire à Ottawa;
- Marco Bélair-Cirino, chef de divison politique;
- Marie-Michèle Sioui, correspondante parlementaire à Québec;
- Isabelle Porter, correspondante parlementaire à Québec;
- François Carabin, correspondant parlementaire à Québec;
- Dave Noël, journaliste à la recherche à Québec;
- Jean-François Nadeau, journaliste et chroniqueur;
- Fabien Deglise, journaliste;
- Christian Rioux, correspondant à Paris;
- Michel David, chroniqueur politique;
- Louis Hamelin, chroniqueur;
- Odile Tremblay, chroniqueuse de cinéma;
- Éric Desrosiers, chroniqueur économique;
- Gérard Bérubé, chroniqueur économique;
- François Brousseau, chroniqueur d'information internationale (lundi seulement);
- Louis Cornellier, chroniqueur d'essais;
- Éric Godin, caricaturiste ;
- Pauline Gravel, science ;
- Marco Fortier, journaliste à l'éducation ;
- Lisa-Marie Gervais, journaliste à l'immigration;
- Jessica Nadeau, journaliste;
- Alexandre Shields, journaliste environnemental;
- Stéphane Baillargeon, journaliste;
- Jeanne Corriveau, journaliste municipale;
- Isabelle Paré, journaliste
- Caroline Montpetit, journaliste culturelle;
- André Lavoie, critique cinéma;
- Simon Lambert, critique théâtre;

### Anciens
- Josée Boileau
- Michel C. Auger, journaliste politique
- Émile Benoist
- Jean Basile, journaliste culturel
- Denise Bombardier : columniste
- Jeanne-Louise Branda : journaliste
- Mario Cardinal
- Roland-Yves Carignan, directeur de l'information;
- Micheline Carrier
- Jeanne Corriveau, journaliste à la santé;
- Jocelyn Coulon, directeur de l'information internationale
- Gil Courtemanche : columniste
- Fernand Dansereau, journaliste couvrant les relations de travail
- Jean Éthier-Blais, critique littéraire
- Jean Francoeur, reporter, directeur de l’information et éditorialiste
- Louis-Gilles Francœur : chroniqueur environnemental
- Alexis Gagnon
- Chantal Hébert, chroniqueuse politique
- Omer Héroux
- Jean-Pierre Houle, chroniqueur littéraire
- Marcel Jean, critique de cinéma
- Jean-Marc Laliberté, questions ouvrières
- Pierre Laporte (1944-1961), notamment sous le pseudonyme de Lex, aussi correspondant parlementaire à Québec (1948) et directeur de l'information[83]
- André Laurendeau
- Jules Leblanc chroniqueur de l’éducation 1959-1967
- Robert Lévesque, critique de théâtre
- Gilles Marcotte
- Gérard Pelletier, enquêtes sociales
- Nathalie Petrowski, journaliste culturelle
- Gilles Potvin, critique musical
- Louis Robillard
- Antoine Robitaille, éditorialiste
- Jean Royer, critique littéraire
- Paul Sauriol, chroniqueur de politique étrangère
- Marcel Thivierge
- Pierre Vigeant, correspondant à Ottawa
- Heinz Weinmann, critique littéraire

### Directeurs
- 1910-1932 : Henri Bourassa
- 1932-1947 : Georges Pelletier
- 1947-1964 : Gérard Filion
- 1964-1978 : Claude Ryan
- 1978-1981 : Michel Roy (directeur suppléant)
- 1981-1986 : Jean-Louis Roy
- 1986-1990 : Benoît Lauzière
- 1990-1998 : Lise Bissonnette
- 1999-2016 : Bernard Descôteaux
- 2016-aujourd'hui : Brian Myles

## Piratage
Le 15 août 2011, un pirate informatique vandalise le site web en écrivant un faux article sur la mort du premier ministre du Québec, Jean Charest, qui  prend avec humour la fausse annonce de son décès et remercie le Devoir d'avoir démenti l'information rapidement.

## Innovations
- En décembre 2023, Le Devoir lance une plateforme publicitaire à libre-service pour les annonceurs avec M32 Connect, firme technologique québécoise[86].